# 贝拉斯特吉
贝拉斯特吉（西班牙語：Berástegui）是西班牙巴斯克自治区吉普斯夸省的一个市镇。总面积46平方公里，总人口973人（2001年），人口密度21人/平方公里。